# Karlsplatz (Stachus)
Pour les articles homonymes, voir Karlsplatz (homonymie).

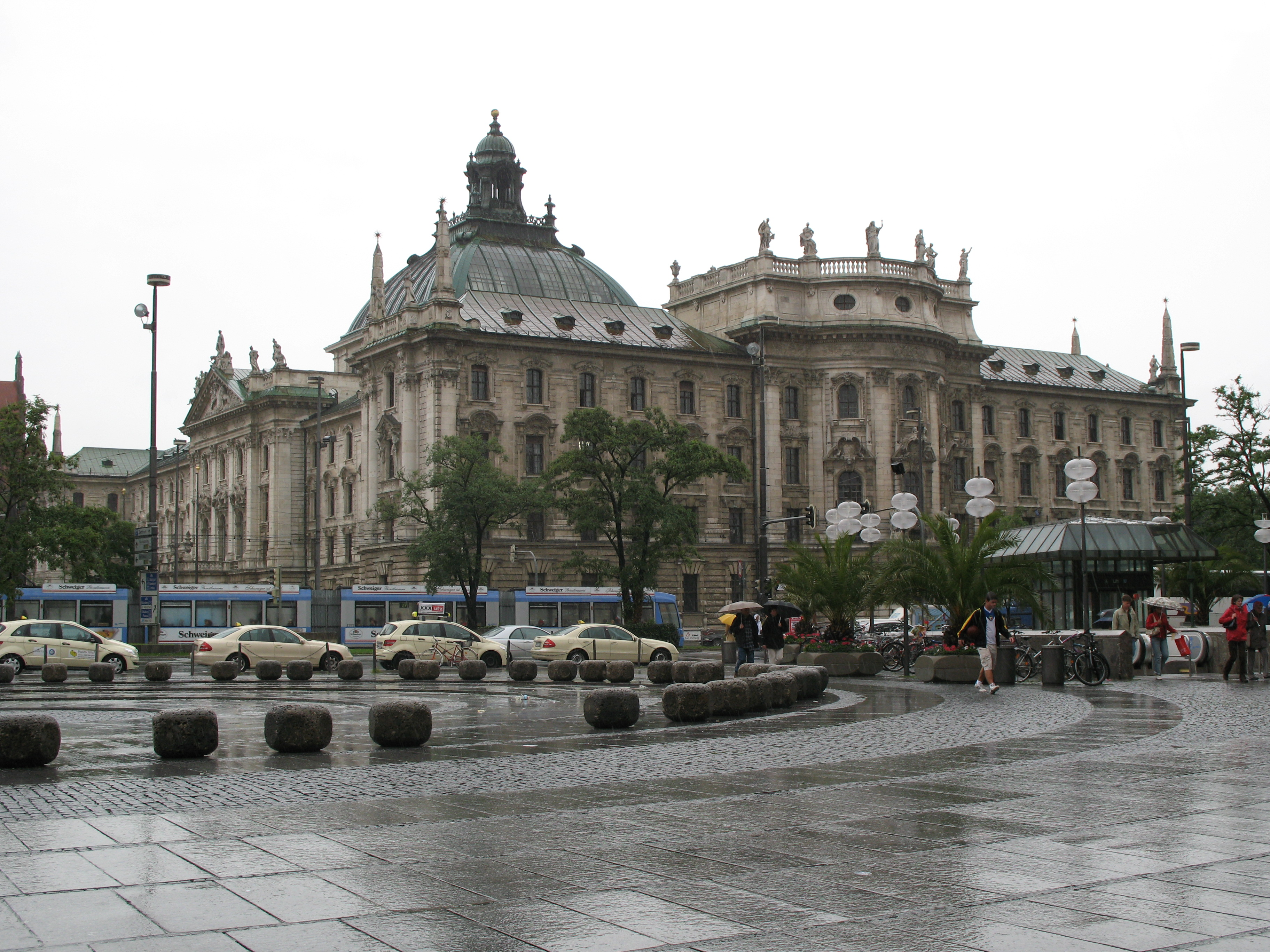
Palais de justice

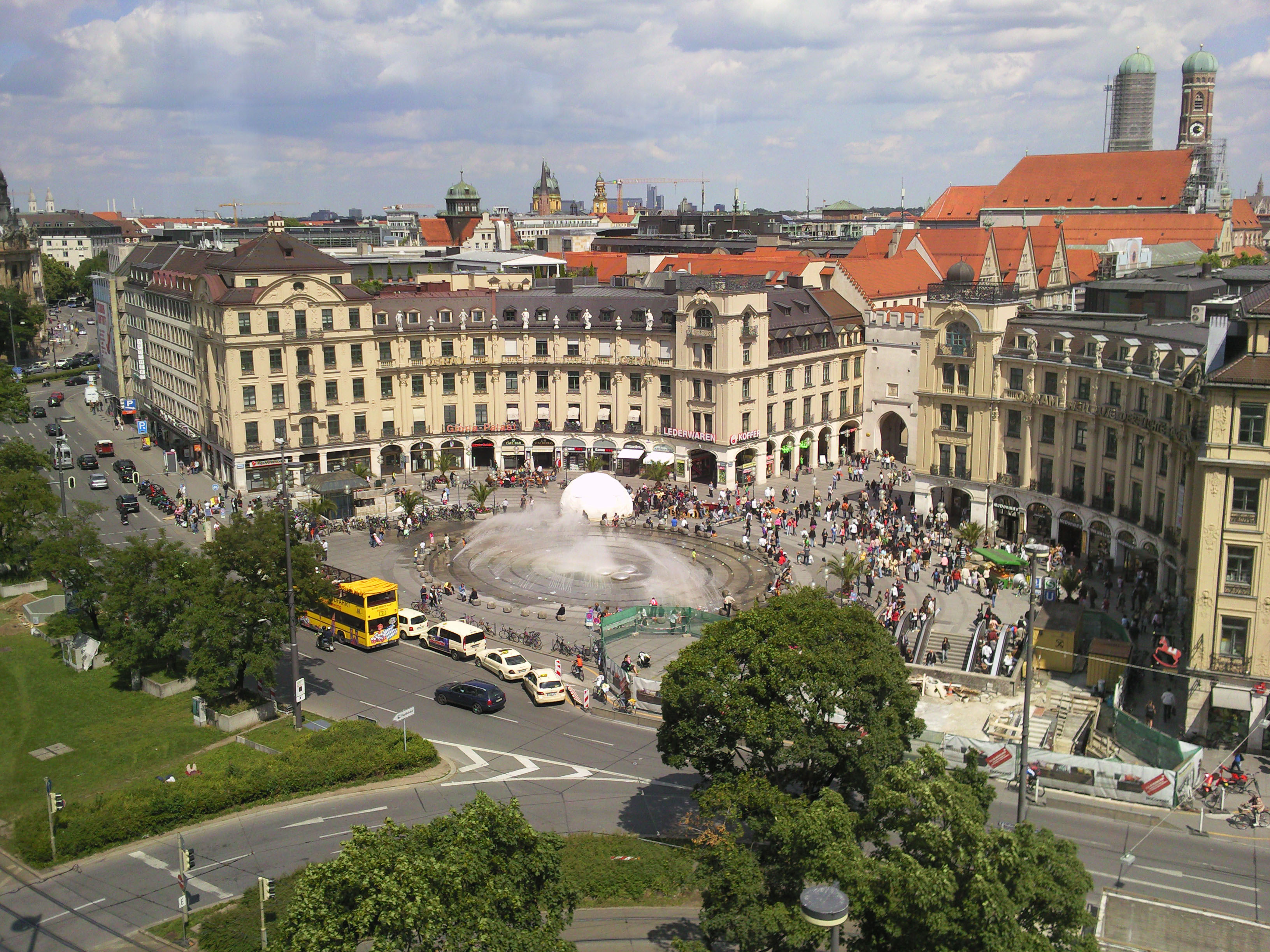
Stachus (côté est)

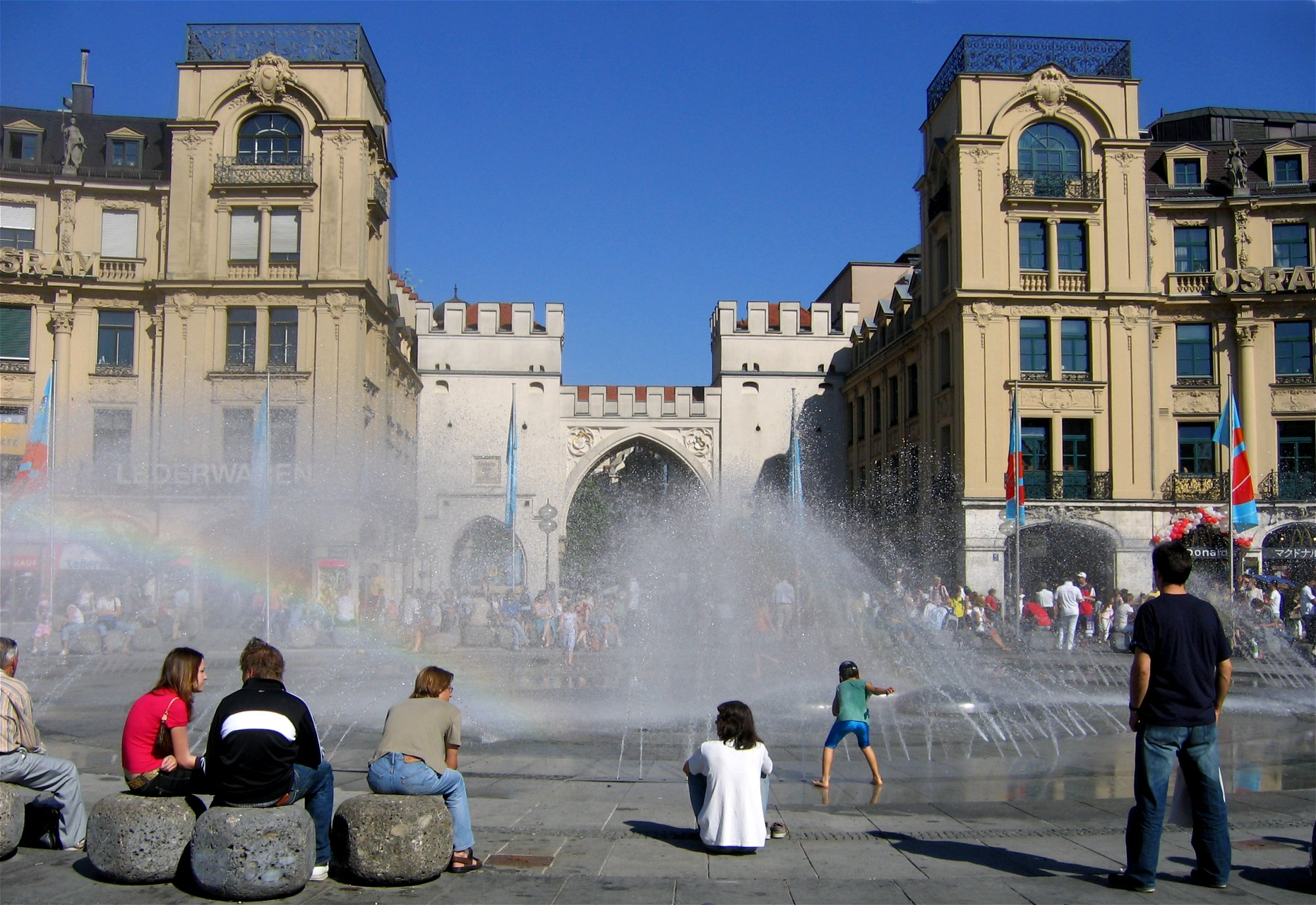
La Karlstor

Stachus est une grande place située au centre de Munich, en Bavière. La place a été officiellement nommée Karlsplatz en 1797, après le règne de l'impopulaire Charles Theodore, électeur de Bavière. Les habitants de Munich utilisent rarement ce nom, appelant la place Stachus car se trouvait auparavant le pub Beim Stachus, qui appartenait jadis à Eustachius Föderl, qui y était situé jusqu'au début des travaux de construction de la Karlsplatz. Même les arrêts du Métro et du S-Bahn utilisent l'appellation non officielle.

## Architecture
Les bâtiments les plus importants qui dominent la place sont du côté est : la Karlstor, une porte gothique des fortifications médiévales démolies, ainsi que les bâtiments circulaires situés des deux côtés de la porte (construite par Gabriel von Seidl 1899-1902). La porte fut documentée pour la première fois en 1301 et nommée Neuhauser Tor jusqu'en 1791, date à laquelle elle fut renommée Karlstor en l'honneur de Charles Theodore, électeur de Bavière. En été, une grande fontaine est installée devant le Karlstor et en hiver, une patinoire en plein air y est installée. Les bâtiments les plus importants du côté ouest opposé sont le Justizpalast (palais de justice) et le Kaufhof, le premier grand magasin d'après-guerre construit à Munich (par Theo Pabst, 1950-1951). Un nouveau bâtiment est prévu pour l'hôtel Königshof.
L'endroit contient un grand centre commercial. De plus, entre la place Stachus et la Marienplatz, la principale zone piétonne de la ville (Neuhauser Straße / Kaufingerstraße) abrite de nombreux magasins et restaurants.
La station de métro et de S-Bahn Karlsplatz (Stachus) est située en dessous de la place. Stachus sert également de plaque tournante pour le système de tramway de la ville, avec une station de tramway à quatre voies située sur Altstadtring, la route orbitale de la vieille ville.